# Еллікон-ан-дер-Тур
Еллікон-ан-дер-Тур (нім. Ellikon an der Thur) — громада  в Швейцарії в кантоні Цюрих, округ Вінтертур.

## Географія
Громада розташована на відстані близько 125 км на північний схід від Берна, 31 км на північний схід від Цюриха.
Еллікон-ан-дер-Тур має площу 5 км², з яких на 12,7% дозволяється будівництво (житлове та будівництво доріг), 67% використовуються в сільськогосподарських цілях, 19,9% зайнято лісами, 0,4% не є продуктивними (річки, льодовики або гори).

## Демографія
2019 року в громаді мешкало 901 особа (+1,7% порівняно з 2010 роком), іноземців було 10,4%. Густота населення становила 179 осіб/км².
За віковим діапазоном населення розподілялося таким чином: 22,8% — особи молодші 20 років, 60,6% — особи у віці 20—64 років, 16,6% — особи у віці 65 років та старші. Було 355 помешкань (у середньому 2,5 особи в помешканні).
Із загальної кількості 594 працюючих 87 було зайнятих в первинному секторі, 297 — в обробній промисловості, 210 — в галузі послуг.